# Стиликоне (Фиренца)
Стиликоне је насеље у Италији у округу Фиренца, региону Тоскана.
Према процени из 2011. у насељу је живело 393 становника. Насеље се налази на надморској висини од 36 м.